# キタッラ

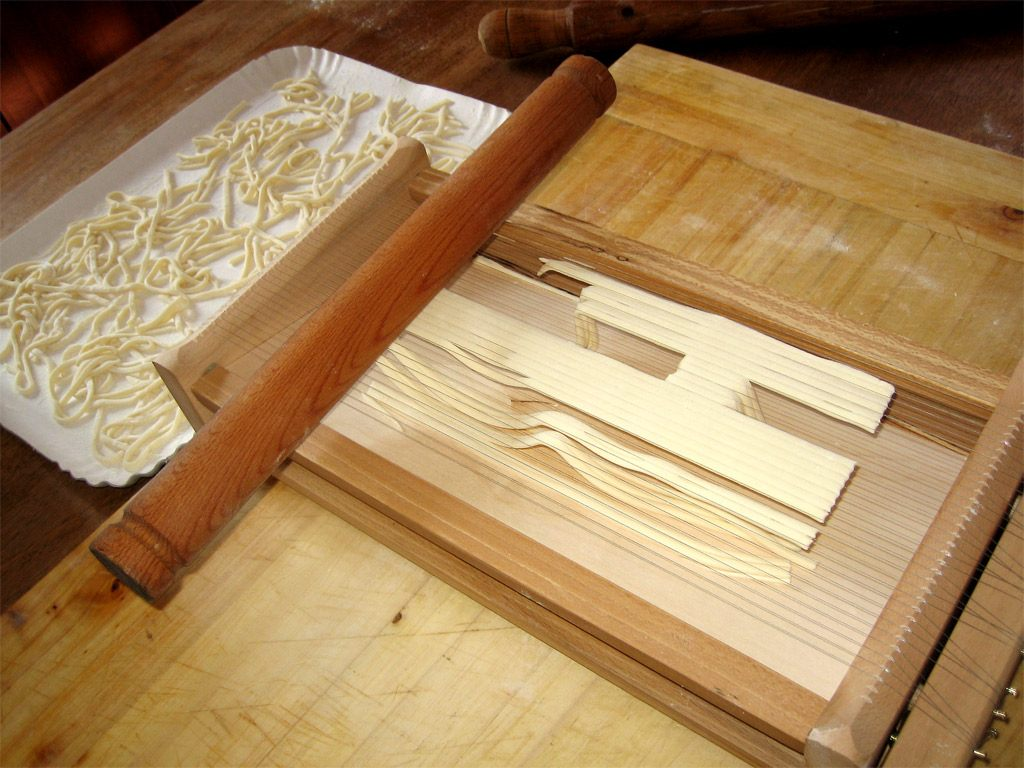
キタッラ

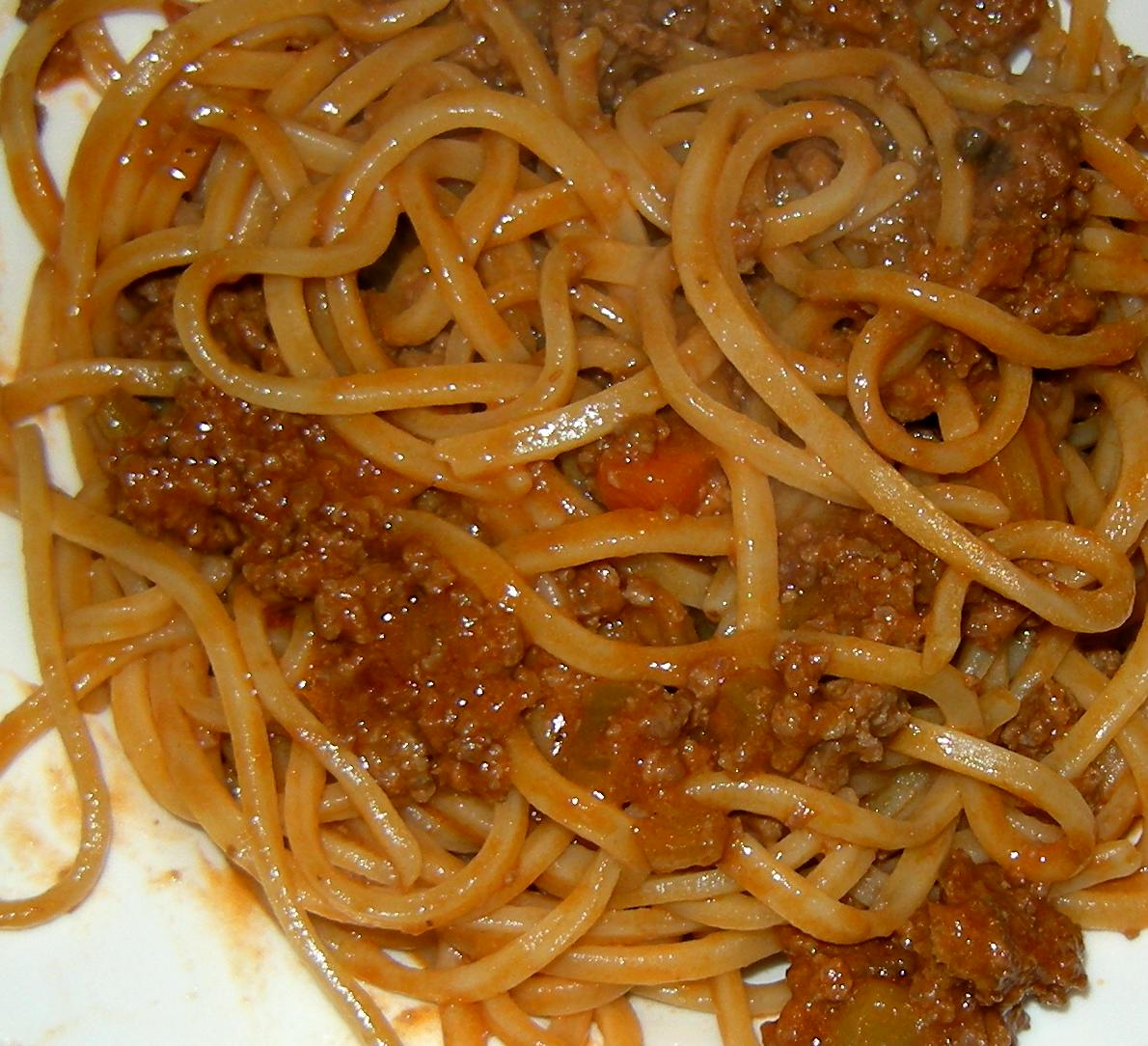
スパゲッティ・アッラ・キタッラ

キタッラ、キターラ（イタリア語: Chitarra）とは、パスタの一種であるスパゲッティ・アッラ・キタッラ（別名マッケローニ・アッラ・キタッラ）を作るための道具。1860年頃に、アブルッツォ州のラクイラで作られた。キタッラとはイタリア語で「ギター」という意味で、木枠にギターのような細い弦を張ったことからそう呼ばれる。